# La Diseuse de bonne aventure (de Boulogne)
Pour les articles homonymes, voir La Diseuse de bonne aventure.
La Diseuse de bonne aventure est une œuvre du peintre Valentin de Boulogne, réalisée en 1628, conservée au musée du Louvre.

## Description
Valentin de Boulogne est un peintre appartenant au courant des caravagistes, c'est-à-dire fortement influencé par les innovations picturales du Caravage.
La Diseuse de bonne aventure reprend justement un thème déjà traité par le Caravage avec un tableau du même nom. Contrairement à Caravage, cependant, qui met en lumière la diseuse, Valentin de Boulogne la tient dans l'ombre et place la scène dans un décor d'auberge. Un homme, dont le regard fixe indique peut-être qu'il est aveugle, joue de la harpe accompagnée par une femme à la guitare. Un client est attablé et semble indifférent à la scène. Le client de la diseuse regarde attentivement, craignant peut-être, comme dans le tableau du Caravage, de se faire dérober son anneau. Ici, au contraire, c'est la diseuse qui est détroussée de sa bourse par un inconnu plongé dans la pénombre et dont on ne voit que les mains. Personne ne se rend compte du forfait, chacun ayant le regard tourné ailleurs.
La diseuse de bonne aventure n'est pas le seul thème emprunté au Caravage. Ainsi, son Judith et Holopherne est manifestement inspiré de Judith décapitant Holopherne.
L'œuvre est entrée dans la collection de Louis XIV avant 1683. La toile ornait, dans un premier temps, la chambre du roi à Versailles, conformément au souhait de Louis XIV, dans l'Appartement du roi, avant d'être transférée au Louvre à la Révolution.